# Robert E. Lee
Robert Edward Lee, född 19 januari 1807 på Stratford Hall, Westmoreland County, Virginia, död 12 oktober 1870 i Lexington, Virginia, var en amerikansk militär. Under amerikanska inbördeskriget var Lee general i sydstaternas armé. Han var konfederationens överbefälhavare (general-in-chief) 1861–1865.

## Biografi

### US Army

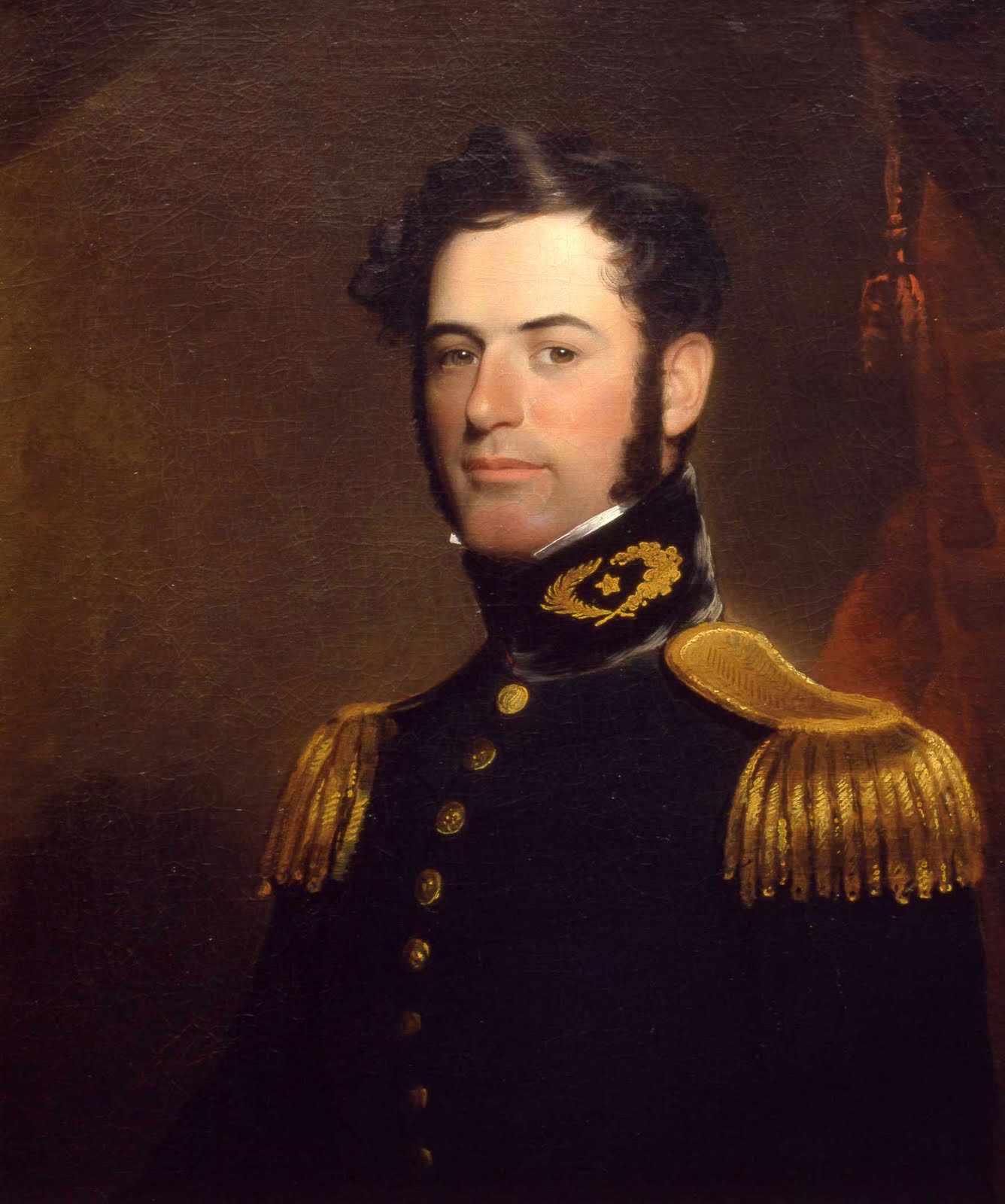
Robert E. Lee 1838.

Robert E. Lee, som var son till Henry "Light-Horse Harry" Lee, inledde sin militära bana efter West Point som ingenjörsofficer 1829. Han utmärkte sig bland annat i det mexikansk-amerikanska kriget 1845–1848 och var 1852–1855 chef för West Point.

### Sydstatsarméns befälhavare
Vid det amerikanska inbördeskrigets utbrott 1861 erbjöds Lee överbefälet över nordstaternas armé, men valde i stället att ta avsked ur unionsarmén och blev i maj 1861 befälhavare över Virginiaarmén, och på våren 1862 blev han befälhavare för sydstaternas armé.

### Offensiv krigföring
Trots framgångarna insåg Lee att sydstatsarmén var numerärt och materiellt underlägsen, varför den i längden inte skulle kunna stå emot övermakten. För att vinna kriget ansåg han därför att det var nödvändigt att tvinga fram ett avgörande slag för att tillfoga nordstatsarmén ett nederlag, gärna på deras eget territorium.

### Försvaret av Richmond
Tillsammans med Stonewall Jackson lyckades han gång på gång slå tillbaka nordstatsarméns framryckning mot konfederationens huvudstad Richmond 1862–1863. Sedan han 26 juni–1 juli 1862 besegrat George B. McClellan utanför Richmond, lättade han trycket mot staden genom en operation norrut, besegrade John Pope i andra slaget vid Bull Run 28–30 augusti och trängde in i Maryland. Efter slaget vid Antietam 16–17 september måste dock invasionen avbrytas, men den av nordstaterna inledda offensiven hejdades av Lee i första slaget vid Fredericksburg 13 december 1862 och slaget vid Chancellorsville 3 maj 1863, varefter invasionen av Maryland fortsattes och utsträcktes till Pennsylvania. Efter nederlaget i slaget vid Gettysburg 1–3 juli 1863 måste han dock dra sig tillbaka till Virginia, som han med energi försvarade mot överlägsna stridskrafter under hela 1864, tills han 2 april 1865 tvingades att utrymma Richmond och 9 april samma år kapitulera med återstoden av sin armé efter slaget vid Appomattox Court House i västra Virginia.

### Efter inbördeskriget
Efter inbördeskriget verkade Lee för försoning mellan de tidigare sydstaterna och nordstaterna och var från 1865 till sin död 1870 rektor för Washington College i Lexington i Virginia.

## Eftermäle
Lee återfick aldrig sitt medborgarskap efter kriget. Hans ägor konfiskerades av USA och 1864 byggdes Arlingtonkyrkogården där. Den 5 augusti 1975 gavs hans medborgarskap postumt tillbaka av president Gerald Ford. Statyer av Lee har rests bland annat i Richmond och New Orleans. Lee har näst efter George Washington och Dwight D. Eisenhower ansetts vara USA:s främste general genom tiderna. Viss kritik har dock framförts mot hans båda invasioner av nordstatsterritoriet – inte minst mot Picketts attack vid Gettysburg, som orsakade sydstatsarmén stora förluster.
Asteroiden 3155 Lee är uppkallad efter honom.